# Ван Влит, Стюарт
Стюарт ван Влит (англ. Stewart van Vliet, нидерл. Stuart van Vliet; 23 июля 1815; Феррисберг, штат Вермонт — 28 марта 1901; Вашингтон, США) — офицер армии США, сражавшийся на стороне Союза во времена Гражданской войны в США. Бывший выпускник Военной академии США, участник Мексиканской, Семинольской и Гражданской войн. Во время Мексиканской войны построил форты на берегу реки Платт, участвовал в Битве при Монтеррее, осаде Веракруса.

## Ранние годы
Стюарт ван Влит родился в Феррисберге, в семье голландца Кристиана ван Влита и Рэйчел Хаф. Обучался в штате Нью-Йорк, деревне Фишкилл.
В 1836 году поступил в Военную академию США. Окончил академию 9-м по успеваемости в выпуске 1840 года, и был определён 2-м лейтенантом в 3-й артиллерийский полк.
В 1840 году, служил в гарнизоне форта Коламбус, затем в том же году участвовал в нескольких стычках с индейцами-семинолами в ходе второй семинольской войны. В сентябре-ноябре 1841 года преподавал в военной академии. Затем снова участвовал в войне с семинолами. Служил в гарнизоне форта Пайк в Луизиане в 1842 году, затем в составе гарнизона форта Мейкон, в Северной Каролине.
19 ноября 1843 года получил звание первого лейтенанта. С 1843 по 1844 год служил в форте Моултри. С 1846 по 1847 год участник Мексиканской войны, участник Битвы при Монтеррее. Командовал ротой, которая возглавила атаку и одержала победу при Монтерее и получила меч генерала Ампуклоса. С 21-23 сентября участник осады Веракруса.
Ван Влит служил в артиллерии до 1847 года, и дослужился до звания капитана квартирмейстерского корпуса. С 1847 по 1851 занимался строительством фортов: форта Карни и форта Ларами в Дакоте. В форте Ларами в 1855 Стюарт поженился на Саре Браун, дочери майора Брауна. В 1855 году участвовал в войне против индейцев сиу. Участвовал в Битве при Блю-Уотер, в которой генерал Харни разбил индейцев сиу. Снарядил отряд Альберта Сиднея Джонстона против мормонов.
В 1855 году служил в Юте, в 1857 году в Нью-Йорке. Затем[когда?] служил в форте Ливенворт в Канзасе.

## Гражданская война
Гражданскую войну Стюарт ван Влит встретил в звании капитана. С сентября 1861 года ван Влит уже имел звание бригадного генерала. Через неделю срок звания бригадного генерала истёк. Служил в должности главного квартирмейстера Потомакской армии с августа 1861 года по 10 июля 1862 года. До конца войны он оставался в Нью-Йорке и координировал направление снабжения и транспортировки войск в полевых условиях. Участвовал в Кампании на полуострове. В 1864 получил повышение до бригадного генерала, а затем до генерал-майора армии США. 13 марта 1865 года он снова получил звание бригадного генерала добровольцев. За свою карьеру в армии Стюарт ван Влит получил четыре временных повышения.

## Поздняя жизнь
После войны Стюарт оставался в армии. Ушел в отставку в 1881 году в возрасте 63 лет. Оставшуюся жизнь прожил в Вашингтоне, округ Колумбия и умер там же 28 марта 1901. Похоронен на Арлингтонском национальном кладбище. При жизни Стюарт ван Влит был участником Голландского общества в Нью-Йорке, общества Святого Николая, Верного легиона и Великой армии Республики.